# Датская крона
Да́тская кро́на (дат. Danske kroner) — национальная валюта Дании, имеющая также хождение в Гренландии и на Фарерских островах. Код ISO 4217 — DKK. 1 крона делится на 100 эре (дат. øre).
Была введена в 1873 году. В настоящий момент в обращении находятся монеты номиналом 50 эре, 1, 2, 5, 10 и 20 крон и банкноты номиналом 50, 100, 200, 500 и 1000 крон.

## Монеты
Монеты современного образца были введены в период с 1989 по 1993 год.
1 октября 2008 года была выведена из обращения и перестала быть легальным платёжным средством монета номиналом 25 эре. Эти монеты могли быть обменены в банках до 1 октября 2011 года.
| Изображение | Изображение | Номинал | Диаметр (мм) | Масса (г) | Материал | Описание | Годы выпуска     |
| ----------- | ----------- | ------- | ------------ | --------- | -------- | --- | ---------------- |
|             |             | 25 эре  | 16,5         | 2,8       | бронза   | Аверс: корона Кристиана V, год выпуска, название государства Реверс: номинал, символ сердца Гурт гладкий                                                                        | 1991—2008        |
|             |             | 50 эре  | 21,5         | 4,3       | бронза   | Аверс: корона Кристиана V, год выпуска, название государства Реверс: номинал, символ сердца Гурт гладкий                                                                        | с 1989           |
|             |             | 1 крона | 20,25        | 3,6       | мельхиор | Аверс: 3 короны Кристиана V, 3 монограммы Маргрете II, 2 символа сердца, год выпуска Реверс: номинал, название государства, 2 символа сердца, орнамент Гурт рубчатый            | с 1992           |
|             |             | 2 кроны | 24,5         | 5,9       | мельхиор | Аверс: 3 короны Кристиана V, 3 монограммы Маргрете II, 2 символа сердца, год выпуска Реверс: номинал, название государства, 2 символа сердца, орнамент Гурт прерывисто-рубчатый | с 1992           |
|             |             | 5 крон  | 28,5         | 9,2       | мельхиор | Аверс: 3 короны Кристиана V, 3 монограммы Маргрете II, 2 символа сердца, год выпуска Реверс: номинал, название государства, 2 символа сердца, орнамент Гурт рубчатый            | с 1990           |
|             |             | 10 крон | 23,35        | 7,0       | бронза   | Аверс: портрет Маргрете II, надпись дат. MARGRETHE II DANMARKS DRONNING Реверс: герб Дании, номинал, орнамент Гурт гладкий                                                      | 1989—1999 с 2001 |
|             |             | 20 крон | 27,00        | 9,3       | бронза   | Аверс: портрет Маргрете II, надпись дат. MARGRETHE II DANMARKS DRONNING Реверс: герб Дании, номинал, орнамент Гурт прерывисто-рубчатый                                          | 1989—1999 с 2001 |

## Банкноты
Все банкноты, выпущенные после 1945 года, являются законным платёжным средством и могут быть обменены на банкноты нового образца без каких-либо ограничений.

### Серия 1972 года
На лицевой стороне банкнот изображены фрагменты работ датского художника-портретиста Енса Юля, на оборотной — различные животные из фауны Дании.
| Изображение | Изображение | Номинал (крон) | Размеры (мм) | Основные цвета     | Описание                                                                                         | Введение в обращение | Годы печати                                            |
| ----------- | ----------- | -------------- | ------------ | ------------------ | ------------------------------------------------------------------------------------------------ | -------------------- | ------------------------------------------------------ |
|             |             | 10             | 125×67       | жёлтый             | Лицевая сторона: Катрин София Кирхгоф Оборотная сторона: гага-гребенушка                         | 8 апреля 1975        | 1972 1975—1978                                         |
|             |             | 20             | 125×72       | коричневый         | Лицевая сторона: Паулина Тутеин Оборотная сторона: пара домовых воробьёв                         | 11 марта 1980        | 1979—1981 1983—1985 1987 1988                          |
|             |             | 50             | 139×72       | голубой            | Лицевая сторона: Энгельке Шарлотта Рюберк Оборотная сторона: карась                              | 21 января 1975       | 1972 1976 1978 1979 1982 1984 1985 1989 1990 1992—1998 |
|             |             | 100            | 150×78       | красно- коричневый | Лицевая сторона: автопортрет Енса Юля Оборотная сторона: красная ленточница                      | 22 октября 1974      | 1972 1975—1979 1981—1991 1993—1998                     |
|             |             | 500            | 164×86       | сине- зелёный      | Лицевая сторона: Франсиска Геновева фон Квален Оборотная сторона: прыткая ящерица                | 18 апреля 1972       | 1972 1976 1980 1988                                    |
|             |             | 1000           | 176×94       | коричневый, серый  | Лицевая сторона: Томасина Кристина Гиллембург-Эренсверд Оборотная сторона: белка с еловой шишкой | 11 марта 1975        | 1972 1977 1980 1981 1986 1992                          |

### Серия 1997 года
Банкноты этой серии были введены в обращение с 1997 по 1999 год. В период с 2002 по 2005 годы была произведена модификация банкнот с целью улучшения защиты от подделывания. На лицевой стороне каждой банкноты изображены портреты выдающихся деятелей датской науки и культуры, на оборотной — рельефы из датских церквей времён введения в стране христианства.
| Изображение | Номинал (крон) | Размеры (мм) | Основные цвета | Описание | Годы печати                        |
| ----------- | -------------- | ------------ | -------------- | --- | ---------------------------------- |
|             | 50             | 125×72       | фиолетовый     | Лицевая сторона: писательница Карен Бликсен Оборотная сторона: кентавр с каменного рельефа церкви Landet на острове Тосинге                         | 1999—2002 2004—2007                |
|             | 100            | 135×72       | оранжевый      | Лицевая сторона: композитор и дирижёр Карл Нильсен Оборотная сторона: василиск из церкви Tømmerby в Тистеде, Северная Ютландия                      | 1999—2008                          |
|             | 200            | 145×72       | зелёный        | Лицевая сторона: актриса Датского королевского театра Йоханна Луиза Хейберг Оборотная сторона: Лев с апсиды кафедрального собора города Виборга     | 1997 2000 2003 2004 2005 2007 2008 |
| >           | 500            | 155×72       | синий          | Лицевая сторона: физик Нильс Бор Оборотная сторона: рыцарь в доспехах и дракон с каменного рельефа церкви Lihme в Северной Ютландии                 | 1997 1999 2000 2003 2006 2008      |
|             | 1000           | 165×72       | красный        | Лицевая сторона: художники супруги Анна и Микаэль Анкер Оборотная сторона: сцена турнира с могильного памятника в церкви Bislev в Северной Ютландии | 1998 2004 2006                     |

### Серия 2009 года
С 2009 года Национальный банк Дании проводит замену банкнот серии 1997 года на банкноты нового образца. На лицевой стороне банкнот изображены мосты Дании, на оборотной — различные археологические находки (артефакты), обнаруженные на её территории и карта с указанием моста и места обнаружения находки. Первой 11 августа 2009 года выпущена банкнота номиналом 50 крон.
Автором дизайна банкнот является датская карикатурист и график Карин Биргитте Лунд (Karin Birgitte Lund), член Союза художников, обладатель многочисленных наград и премий. Обучалась в Королевской Академии художеств в 1968-73 годах.
Серийный номер вида 123456A, расположен на лицевой стороне банкноты вместе с номером блока вида A1234B, где 2 и 3 цифрой обозначен год выпуска (A3092E — 2009 год и т. п.).
| Изображение | Номинал (крон) | Размеры (мм) | Основные цвета | Описание | Введение в обращение | Годы печати                   |
| ----------- | -------------- | ------------ | -------------- | --- | -------------------- | ----------------------------- |
|             | 50             | 125×72       | фиолетовый     | Лицевая сторона: мост Саллингсунн Оборотная сторона: сосуд времён каменного века, найденный близ Скарпсаллинга                  | 11 августа 2009      | 2009 2011 2012 2013 2014 2016 |
|             | 100            | 135×72       | оранжевый      | Лицевая сторона: мост Малый Бельт Оборотная сторона: Хинсгавльский кинжал                                                       | 4 мая 2010           | 2009 2010 2013 2015           |
|             | 200            | 145×72       | зелёный        | Лицевая сторона: мост Книппельсбро Оборотная сторона: ремневая пластина из Ландструпа                                           | 19 октября 2010      | 2010 2011 2012 2013 2015      |
|             | 500            | 155×72       | голубой        | Лицевая сторона: мост Королевы Александрины Оборотная сторона: бронзовый сосуд из Келдби                                        | 15 февраля 2011      | 2010 2011 2012 2016           |
|             | 1000           | 165×72       | красный        | Лицевая сторона: мост Большой Бельт Оборотная сторона: солнечная повозка XVIII—XVII вв. до н. э., найденная на острове Зеландия | 24 мая 2011          | 2011 2012 2013                |

## Датская крона на Фарерских островах
На Фарерских островах обращаются собственные банкноты того же номинала, что и в Дании: 50, 100, 200, 500 и 1000 крон. Курс обмена к датской кроне составляет 1:1, Национальный банк Дании обменивает датские кроны на фарерские и обратно без комиссии. Формально датские банкноты не обращаются на Фарерских островах, однако на практике ими можно расплатиться в большинстве случаев. В самой Дании фарерские банкноты известны плохо, и во многих местах они не принимаются.
В качестве монет на Фарерских островах используются датские кроны.

## Датская крона в Гренландии
По сообщению Национального банка Дании, в начале 2011 года должны были быть выпущены банкноты для Гренландии с оригинальным дизайном. Однако в ходе голосования в середине октября 2009 года Гренландия решила пока не вводить свои собственные денежные знаки.

## Режим валютного курса
С 1 января 1999 года курс датской кроны привязан к евро в соотношении 7,46038:1, который должен остаться неизменным до введения в Дании общеевропейской валюты. Для реализации этой задачи крона включена в ERM II. Официально курс включенной в этот механизм валюты не может отклоняться от фиксированного более, чем на 15 %; с момента привязки к евро фактическое отклонение курса кроны от заданного составило не более 1 %.